# Volkstümliche Musik
Volkstümliche Musik bezeichnet allgemein den Bereich der populären Unterhaltungsmusik, der stark mit Anleihen aus der Volksmusik arbeitet und kommerziell auch unter diesem Begriff angeboten wird.
Von der Volksmusik unterscheidet sich die volkstümliche Musik neben musikalischen Unterschieden unter anderem dadurch, dass sie von namentlich bekannten Musikern stammt und kommerziell vermarktet wird. Sie zeichnet sich durch die Konzentration auf rührselige, fröhliche und heimatbezogene Themen aus, während sich in der tradierten Volksmusik daneben auch traurige, zornige, politische oder obszöne Lieder finden. Oft wird in der volkstümlichen Musik selbstreferentiell das Musizieren und die Volksmusik besungen. Volkstümliche Musik entsteht unter modernen Produktionsbedingungen, arbeitet mit akustischen Effekten, die Lieder sind neu und haben keinen geschichtlichen Hintergrund. Im Gegensatz zur strikt handgemachten und vollständig live gespielten Volksmusik sind bei der volkstümlichen Musik Vollplayback, der Einsatz von Studiomusikern sowie synthetische Rhythmusloops oder andere Keyboardeffekte üblich, was bei dem mitunter unwissenden Publikum teilweise zu Kontroversen führt.

## Sparten

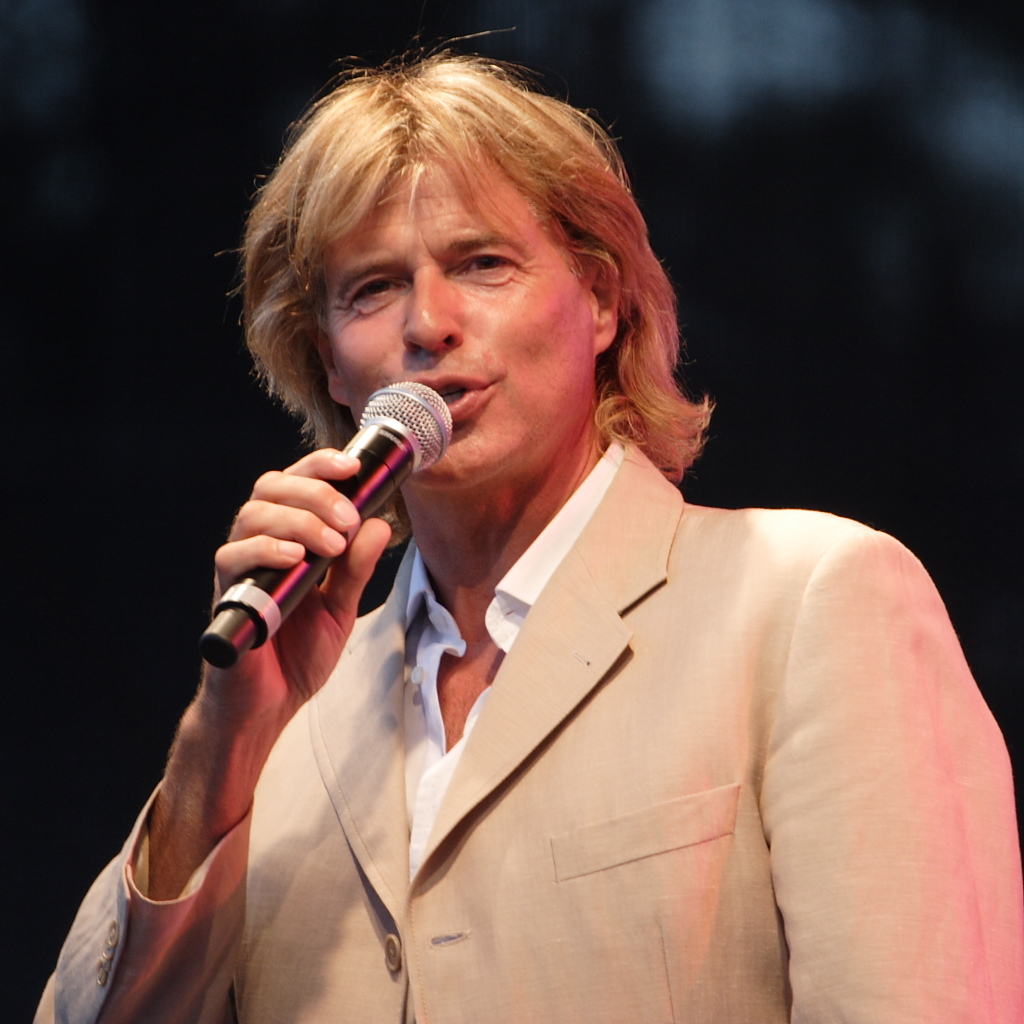
Hansi Hinterseer

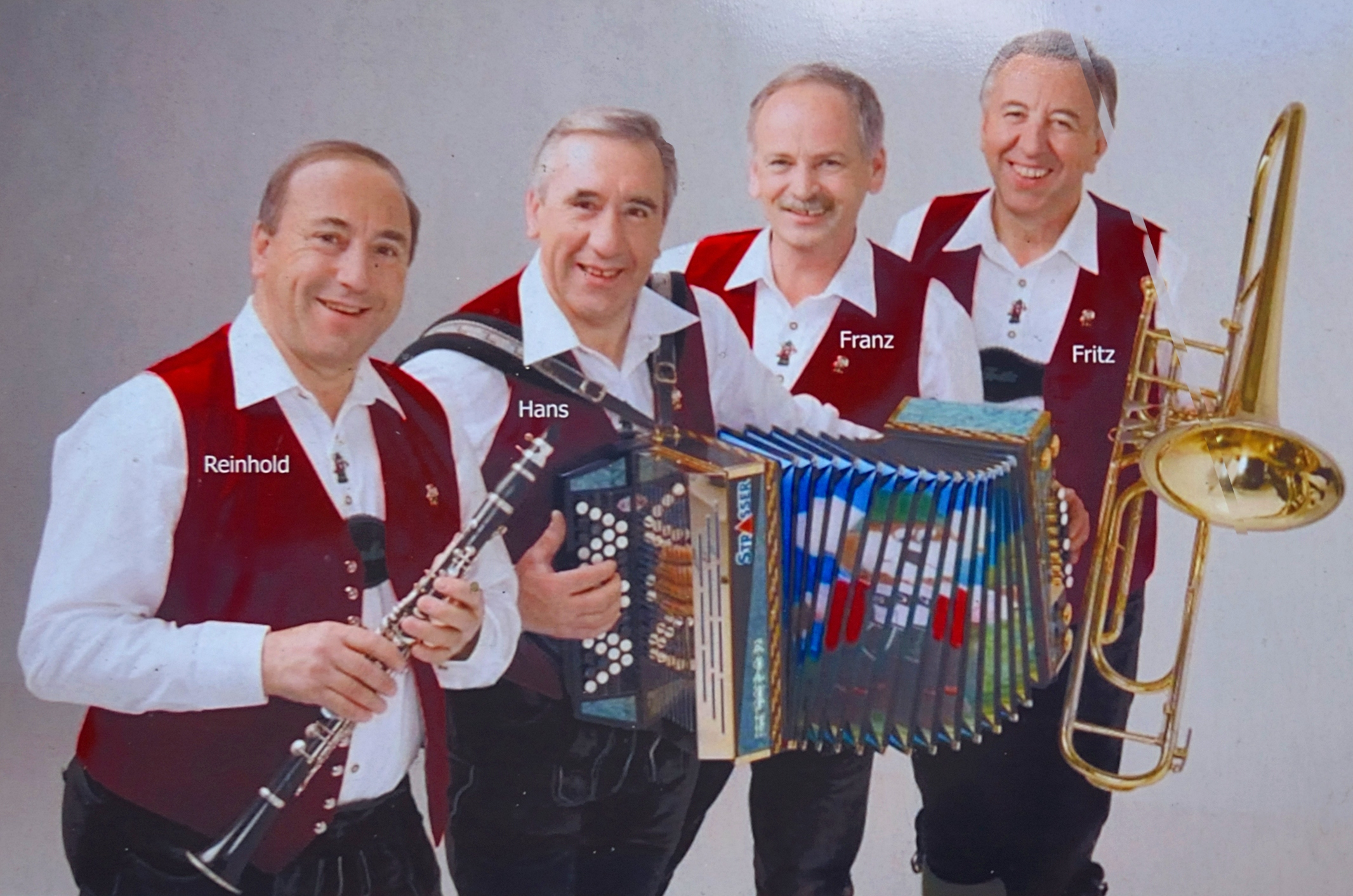
Die Stoakogler

Die volkstümliche Musik wird dominiert vom volkstümlichen Schlager, der sich der gleichen Instrumente und Stilelemente bedient wie der Schlager im engeren Sinne. Die Grenzen zum Schlager sind fließend. Beim typischen volkstümlichen Schlager treten eher heimatlich geprägte Themen und Stimmungsmotive (von romantisch-sehnsüchtig bis ausgelassen fröhlich) in den Vordergrund. Ferner unterscheidet ihn gelegentlich noch das Arrangement vom Schlager. Inzwischen gibt es viele Interpreten, die in beiden Kategorien zu Hause sind.
Die volkstümliche Musik tritt in verschiedenen Formen auf: Sie reicht von Blasmusik mit oder ohne Gesang bis zum beschwingt vorgetragenen Volkslied, von alpenländischer Musik (stilprägend war der „Oberkrainersound“, in der Schweiz finden sich Ländlermotive) bis zum volkstümlich interpretierten Schlager, der immer stärker in den Vordergrund tritt. Neben der Volksmusik Bayerns und angrenzender Staaten brachten auch andere deutsche Landschaften kommerzielle Musikrichtungen hervor, die überregionale Bedeutung erlangten, so z. B. Eberhard Hertel (Vogtland), Speelwark und die Mühlenhof Musikanten (Norddeutschland), Menskes-Chöre (Niederrhein), Schwarzwaldfamilie Seitz (Schwarzwald). Auch die norddeutschen Shanties und Seemannslieder können zu einer weiten Auslegung des Genres gezählt werden.
Anders als der volkstümliche Schlager, der zunehmend mit elektronischer Klangerzeugung arbeitet, beruhen die anderen Sparten der volkstümlichen Musik fast ausschließlich auf akustischen Instrumenten (handgemachte und geblasene Musik mit traditionellen Instrumenten). Außerdem unterscheiden die anderen Richtungen zwischen vokalen (gesungenen) und rein instrumentalen Titeln. Typische Instrumente des Genres sind u. a. Gitarre und Laute, Ziehharmonika, Trompete, Klarinette, Posaune, aber auch Geigen und regional Zither oder Mandoline.
Seit dem Start der Fernsehshow Musikantenstadl im Jahre 1981 hat sich der volkstümliche Schlager über mehrere Etappen entwickelt. Zu seinem Erfolg trug nicht zuletzt der Grand Prix der Volksmusik bei, der von 1986 bis 2010 jährlich zwischen Deutschland, Österreich und der Schweiz ausgetragen wurde; ab 2000 nahm auch Südtirol am Wettbewerb teil. Nach dem Sieg des Original Naabtal Duos im Jahr 1988 mit dem Titel Patrona Bavariae konnte der volkstümliche Schlager großen Zulauf verzeichnen.

## Geschichte

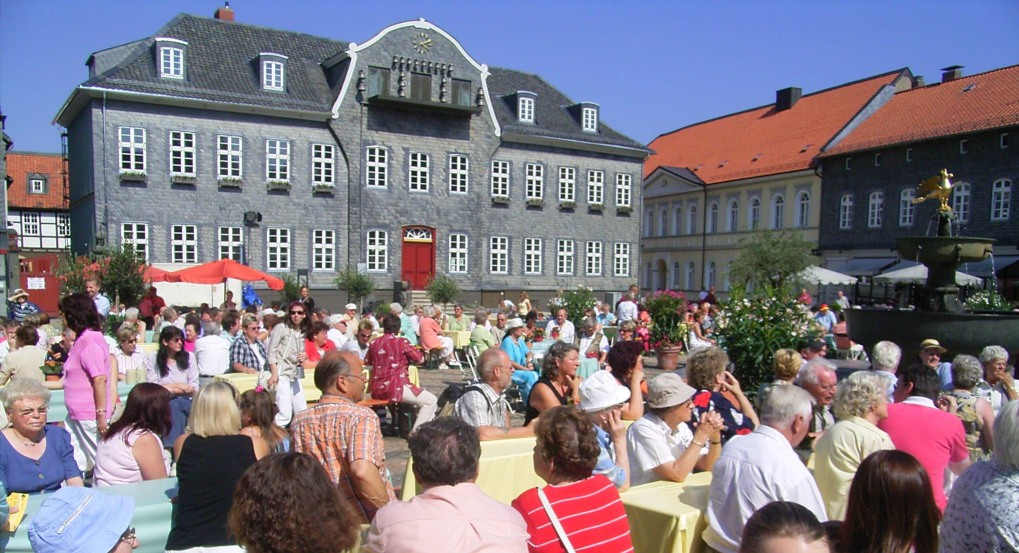
TV-Show Lustige Musikanten auf dem Marktplatz in Goslar

Der volkstümliche Schlager hat sich langsam seit Mitte der 1970er Jahre entwickelt und trat, von wenigen Ausnahmen abgesehen, erst viel später als eigenständige Musikrichtung hervor. Bis dahin war er lediglich eine Spielart der volkstümlichen Musik, die bereits seit den frühen 1960er Jahren populär war. Die volkstümliche Musik verbindet Elemente echter, bodenständiger Folklore mit anderen Gattungen der Unterhaltungsmusik, wobei vom Swing bis zu südeuropäischen Einflüssen nahezu alle Erscheinungsformen der leichten Musik ihre Spuren hinterlassen haben. Im Vordergrund stehen jedoch vertraute, heimatliche Klänge im 4/4-, gegebenenfalls im Walzertakt.
Schon Ende der 1970er Jahre erzielten volkstümliche Unterhaltungssendungen Quotenerfolge im deutschen Fernsehen: Moderatoren wie Elmar Gunsch oder Carolin Reiber führten durch Erfolgsformate wie Lustige Musikanten oder Lieder, die von Herzen kommen, das Gesangsduo Maria und Margot Hellwig präsentierte in Die Musik kommt Musikanten vor der Kulisse schöner Landschaften. Opernsänger interpretierten in volkstümlichen Unterhaltungsshows wie Zum Blauen Bock (moderiert von Heinz Schenk) oder Im Krug zum grünen Kranze (moderiert von Ruth Mönch und Willy Seiler) Volkslieder und beliebte Operettentitel.

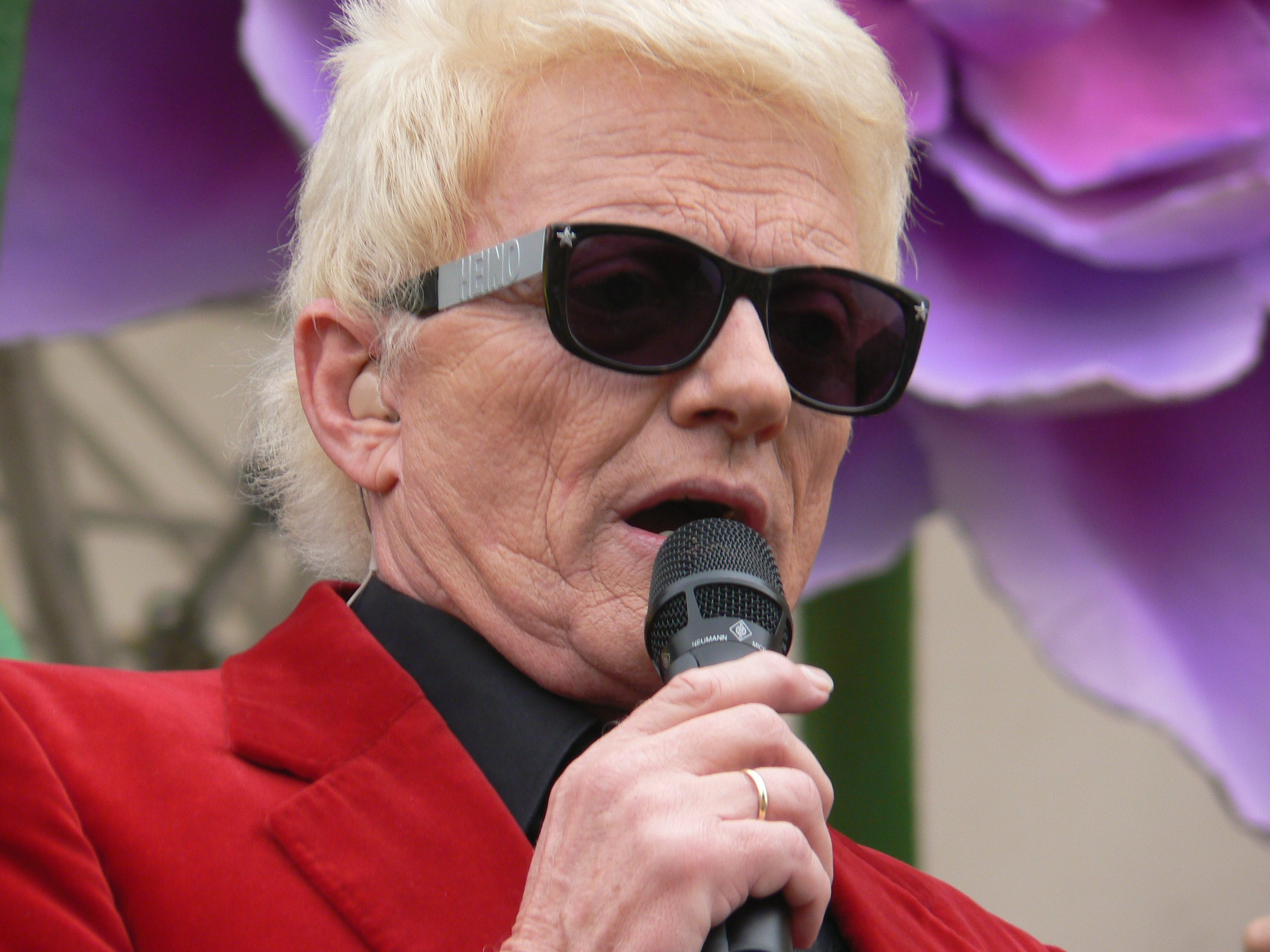
Heino

Die volkstümliche Musik dieser Zeit nahm auch Anleihen an populären Stilrichtungen der leichten Klassik und verschmolz sie mit anderen Musikelementen zu einem massenwirksamen Konglomerat, das schon damals stark auf die Schlagermusik abfärbte. Heimelige, beschwingte und eingängige Melodien ohne Ecken und Kanten prägen seitdem die Musikvorstellungen im volkstümlichen Bereich. Durch Erfolgsinterpreten wie Heino war der Brückenschlag zum Schlager gegeben.
Anfang der 1980er Jahre begann mit dem Musikantenstadl Karl Moiks eine weitere erfolgsträchtige Epoche der volkstümlichen Fernsehunterhaltung. Ähnlich wie die Vorgängerformate setzte er zunächst auf bewährte Klänge, wurde jedoch im Laufe der Jahre zunehmend zur Bühne für Interpreten der unterschiedlichsten Musikrichtungen. Neben Big Bands, Schlagersängern, brasilianischen Sambagruppen und Country-Musiker waren Vertreter des volkstümlichen Genres nur eine Zutat des musikalischen Dauerbrenners.
Gerade dieser bunte Mix war dafür verantwortlich, dass sich die volkstümliche Musik immer mehr neuen Einflüssen öffnete und seit den späten 1980er Jahren, aber insbesondere während der 1990er Jahre einen nie gekannten Boom erlebte. Seit dieser Zeit ist der volkstümliche Schlager im neuen Gewande auch im klassischen Schlagerfach immer mehr auf dem Vormarsch. Mit Ausnahme des „Pop“-orientierten Schlagerbereichs („Deutsch-Pop“) beeinflusste er das Repertoire nahezu aller Interpreten.
Obwohl nach wie vor zwischen deutschem und volkstümlichem Schlager unterschieden wird, verschwimmen die Grenzen zunehmend. Interpreten wie Die Flippers, Andy Borg oder Kristina Bach kokettier(t)en zur Gänze oder zeitweise mit volkstümlichen Motiven. Um 2006 wird in beiden Genres reichlich von den Möglichkeiten der elektronischen Klangerzeugung Gebrauch gemacht. Mit dem Grand Prix der Volksmusik wurde bis 2010 jährlich ein Fernsehwettbewerb zur Förderung von Sängern und Musikern ausgetragen. Dabei kamen neben dem volkstümlichen Schlager gelegentlich auch traditionellere Varianten sowie andere Spielarten der volkstümlichen Musik zum Zuge. 2006 nahm Maria Hellwig als bisher älteste Teilnehmerin im Alter von 86 Jahren mit ihrer 65-jährigen Tochter Margot Hellwig an der deutschen Vorausscheidung teil.

## Rezeption

### Medien
Bereits während der 1970er- und 1980er-Jahre waren volkstümliche Unterhaltungssendungen im Fernsehen populär. Zu Beginn der 1990er-Jahre setzte eine Erfolgswelle ein, die ausgehend vom Erfolg des Musikantenstadls zu zahlreichen volkstümlichen Musiksendungen führte.
Auch kommerzielle Sender wie RTL und Sat.1 hatten wöchentliche volkstümliche Sendungen im Programm (z. B. Zum Stanglwirt), die von bekannten Interpreten wie Maria und Margot Hellwig oder Marianne und Michael moderiert wurden und hervorragende Quoten erzielten. Unter dem heftigen Konkurrenzdruck der Öffentlich-Rechtlichen und angesichts der Neudefinition der Zielgruppe richteten sich die Privatsender Ende der 1990er Jahre auf ein jugendliches Publikum aus und nahmen die volkstümlichen Fernsehshows nach über einem Jahrzehnt wieder aus dem Programm.
Die öffentlich-rechtlichen Sender hingegen behielten die volkstümlichen und Schlager-Formate bei, deren bedeutendste zu den Quotenreitern im Abendprogramm gehören. Zu den Klassikern in den Hauptprogrammen von ARD und ZDF zählen Feste der Volksmusik, Willkommen bei Carmen Nebel, Musikantenstadl, Immer wieder sonntags, Musikantendampfer, Grand Prix der Volksmusik, Wenn die Musi spielt oder Krone der Volksmusik. Auch in den Landesprogrammen der ARD („Dritte“) findet man viele volkstümliche Musikshows. Zu ihnen gehör(t)en unter anderem: Fröhlicher Alltag und Fröhlicher Weinberg. In den letzten Jahren wurden mehrere volkstümliche Sendungen eingestellt oder durch neue Formate ersetzt, z. B. Lustige Musikanten, Musikantenscheune, Straße der Lieder, Kein schöner Land, Achims Hitparade oder Zauberhafte Heimat.
Die großen Kabelnetze und Pay-TV-Anbieter betreiben seit längerem eigene Fernseh-Spartenkanäle für Schlager und Volkstümliche Musik. Neben eigenproduzierten Shows und Magazinen bieten die Programme auch Programmstrecken mit Musikvideos. Während Gute Laune TV in den großen deutschen Kabelnetzen verbreitet wird, sendet Goldstar TV exklusiv über Sky. Anfang 2007 nahm Volksmusik TV seinen Sendebetrieb auf. Das Programm sendet Magazine mit Schlagern und volkstümlicher Musik und einschlägige Musikclips.
Im Hörfunkbereich spielt die volkstümliche (Schlager-)Musik ebenso eine wesentliche Rolle. Stark vertreten ist sie unter anderem in den populären „4. Programmen“ von WDR, HR und SWR sowie in vielen anderen Schlagersendern der ARD (z. B. BR Schlager), deutschlandweit im mittlerweile eingestellten Privatsender Radio Melodie. In der Schweiz findet man sie in der Radio SRF Musikwelle und im Privatsender Radio Eviva, in Österreich in vielen Landesprogrammen von Ö2 des ORF, so existieren in Radio Tirol und Radio Kärnten wöchentliche Radiosendungen, in denen ausschließlich volkstümliche Musik gesendet wird. Im Internet existiert eine Reihe einschlägiger Webradios wie Bayerwaldradio, Radio Inn-Salzach-Welle, Radio Flamingo plus, Radio U1 Tirol, Radio VHR oder Radio Heimatmelodie, welches aus dem ehemaligen Radio Melodie hervorging.

### Ausblick
In den letzten Jahren zeichnet sich immer mehr die Tendenz ab, dass volkstümlicher und klassischer („deutscher“) Schlager miteinander verschmelzen. Auch im Bereich der Arrangements nähern sich die Musikrichtungen stark an, wobei beide Genres Elemente des jeweils anderen übernehmen. Daneben entwickeln sich blasmusikbetonte und alpenländische Musik, die bis in die 1980er Jahre dominierten, als unabhängige Sparten weiter. Sie rangieren, anders als der Schlager, nach wie vor unter dem Begriff Volkstümliche Musik und wirken ihrerseits auf die volkstümliche Schlagermusik ein. Diese Entwicklung ist auch unter dem Aspekt zu sehen, dass die Hörer der Volksmusikwelle in den 1990er Jahren eher der älteren Generation angehörten und daher heute vielfach bereits verstorben sind, so dass die heutigen Rezipienten einer anderen Generation angehören, deren Interesse nicht mehr ausschließlich der Volksmusik gilt und die daher eher bereit sind, Elemente aus benachbarten Musikgenres zu akzeptieren.

### „Heile Welt“
Die volkstümliche Musik wird oft aus kommerziellen Gründen vereinfacht als „Volksmusik“ bezeichnet. Diese Bezeichnung ist sachlich falsch. Volkstümliche Musik baut auf dem Konzept der Volksmusik auf, wandelt diese aber musikalisch und gesanglich ab; nicht selten werden Vorstellungen einer „heilen Welt“ transportiert. Auch wird häufig Bezug auf die vermeintlich „Gute alte Zeit“ genommen und eine idealisierte Lebenswelt der Vergangenheit präsentiert, was sich an Studiodekorationen in Form alter Bauernhäuser oder sonstigen Reminiszenzen wie Fahrten mit Dampfzügen oder Postkutschen ablesen lässt.
Der volkstümliche Schlager wird von Kritikern wegen seiner bewusst einfach gehaltenen Texte und Melodien meist als kitschig bezeichnet. Aufgrund der gewöhnlich per Playback sowie mit Hilfe des versteckten Einsatzes technischer Hilfsmittel abgehaltenen Darbietungen bei Fernsehauftritten – für das Publikum nicht sichtbare Synthesizer, verdeckte Verstärkung der Gesangsstimmen – sprechen Kritiker von einer „Illusion des Live-Musizierens“.
Seit Jahrzehnten werfen Kritiker der volkstümlichen Szene ein rückwärtsgewandtes, konservatives Weltbild vor, dies gilt insbesondere für das Frauen- und Familienbild. Darüber hinaus propagiere der volkstümliche Schlager den Rückzug in die Irrationalität. Eine von der Dortmunder Musikpädagogin Mechthild von Schoenebeck während der 1990er Jahre durchgeführte soziologische Studie kam zum Schluss, dass volkstümliche Schlager in einer Gesellschaft erfolgreich sind, die von sozialen und wirtschaftlichen Ungewissheiten geprägt ist. Die Zielgruppen der volkstümlichen Schlager vertreten demzufolge Werte wie klassische Rollenverteilung von Mann und Frau, Heimatverbundenheit und traditionelle Wertvorstellungen, deren Allgemeingültigkeit gegenwärtig in Frage gestellt wird. Laut Studie empfindet diese Zielgruppe die ritualisierte Feier dieser Werte in Shows mit volkstümlichen Schlagern subjektiv als Stressbewältigung in einer von Ungewissheit geprägten Welt.

### Abgrenzung zur Volksmusik
Unkundige verwechseln den volkstümlichen Schlager oft mit der überlieferten Volksmusik, woraus häufig Vorurteile und Missverständnisse resultieren. Bei den Liebhabern der tradierten Volksmusik bestand und besteht (insbesondere im süddeutschen Raum) eine Abwehrhaltung gegenüber der volkstümlichen Musik, da man Vermischungstendenzen befürchtete und da man vor allem befürchtete, der Konsument könne diese Musik nicht mehr von tatsächlicher Volksmusik unterscheiden.
Abzugrenzen davon ist die Neue Volksmusik, bei der Elemente der Volksmusik in neue Kontexte gesetzt und mit Jazz, Folk, Hip-Hop, Rock und anderen Stilen verbunden werden.

### Musikmarkt
Der Markt für volkstümliche Musik ist einer der größten Musikmärkte des deutschsprachigen Raumes. Unabhängig von ihrem kulturellen Stellenwert ist „volkstümliche Musik“ ein Beispiel für zielorientiertes Marketing mit einem hohen Gewinnpotenzial. Ein weiterer Vorteil für die Musikindustrie ist das durch die Altersstruktur der Zielgruppe (Senioren) geringere Potenzial an Schwarzkopierern.

## Bekannte Interpreten

### Deutschland
- Angela Wiedl
- Astrid Harzbecker
- Auer Buam
- Axel Becker
- Benjamin Grund
- Bianca
- Brugger Buam
- De Randfichten
- Die 3 lustigen Moosacher
- Die 3 Z’widern
- Die Amigos
- Die Bergkameraden
- Die Moldau-Mädel
- Duo Treibsand
- Eberhard Hertel
- Edith Prock
- Ernst Hutter und die Egerländer Musikanten
- Ernst Mosch und die Original Egerländer Musikanten
- Feldberger
- Fischer-Chöre
- Florian Fesl
- Florian Silbereisen
- Franzl Lang
- Gaby Albrecht
- Geschwister Fahrnberger
- Geschwister Hofmann
- Geschwister Hofmann / Anita & Alexandra Hofmann
- Gitti und Erika
- Godewind
- Hansl Krönauer
- Heino
- Hellberg-Duo
- Henry Arland
- Herbert Roth
- Judith und Mel
- Kristin Rempt
- Leni Timmermann
- Lydia Huber
- Mara Kayser
- Maria Hellwig
- Margot Hellwig
- Margitta und ihre Töchter
- Marianne und Michael
- Marilena Kirchner
- Maxi Arland
- Maxl Graf
- Menskes-Chöre
- Mühlenhof Musikanten
- Münchner Zwietracht
- Original Naabtal Duo
- Original Vogtlandecho
- Patrick Lindner
- Patrizius
- Reiner Kirsten
- Sandra Weiss
- Schwarzwaldfamilie Seitz
- Sepp Viellechner
- Speelwark
- Stefan Mross
- Stefanie Hertel
- Takeo Ischi
- Teddy Parker
- Twinnies
- Uschi Bauer
- Voxxclub
- Wildecker Herzbuben
- Wolfgang Fierek
- Wolfgang Herrmann

### Österreich
- Alpenland Sepp & Co.
- AlpenRebellen
- Alpentrio Tirol
- Andreas Gabalier
- Andreas Hauff
- Andy Borg
- Bachler Buam
- Die 4 Holterbuam
- Die Edlseer
- Die fidelen Mölltaler
- Die Grubertaler
- Die Hegl
- Die jungen Zillertaler
- Die Kern-Buam
- Die Mayrhofner
- Die Mooskirchner
- Die Paldauer
- Die Stoakogler
- DJ Ötzi
- Fritz Edtmeier
- Goldried Quintett
- Grazer Spatzen
- Hansi Hinterseer
- Hias
- Horst Chmela
- Jazz Gitti
- Karl Moik
- Klostertaler
- Kurt Elsasser
- Linzer Buam
- Lolita
- Marc Pircher
- Maria Andergast & Hans Lang
- Monika Martin
- Nik P.
- Nockalm Quintett (Nockis)
- Oliver Haidt
- Original Alpenland Quintett
- Original Tiroler Echo
- Schürzenjäger (bis 1996: Zillertaler Schürzenjäger)
- Schürzenjäger (Band, 2007)
- Semino Rossi
- Sigrid & Marina
- Tirol Sound
- Ursprung Buam
- Walter Oberbrandacher
- Zellberg Buam
- Zillertaler Haderlumpen

### Schweiz
- Bossbuebe
- ChueLee
- Daniela und Dirk
- Florian Ast
- Francine Jordi
- Géraldine Olivier
- Geschwister Biberstein
- Geschwister Schmid
- Marianne Cathomen
- Maja Brunner
- Minstrels
- Monika Kaelin
- Monique
- Nella Martinetti
- Oesch’s die Dritten
- Peter Hinnen
- Salvo
- Sandra Weiss
- Sepp Trütsch
- Trauffer
- Trio Eugster
- Vico Torriani
- Vreni und Rudi
- Willy Tell

### Südtirol
- Andreas Fulterer
- Belsy
- Bergfeuer
- Die Ladiner
- Graziano
- Kastelruther Spatzen
- Oswald Sattler
- Psayrer
- Rudy Giovannini

### Niederlande
- Frans Bauer
- Heintje Simons
- Jantje Smit
- Kirmesmusikanten

### Slowenien
- Alpenoberkrainer
- Die Oberkrainer Polka Mädels
- Slavko Avsenik und seine Original Oberkrainer